# Stadtbahn van Dortmund
De Stadtbahn van Dortmund is het belangrijkste vervoermiddel in het openbaar vervoer van de Duitse stad Dortmund. Het normaalsporige net met een lengte van 75 kilometer wordt door de Dortmunder Stadtwerke AG (DSW21) geëxploiteerd. Het netwerk voldoet aan de definitie van een Stadtbahn sinds de opening van de tramtunnel in 1976. Sindsdien rijden de sneltrams, zoals bij ander Stadtbahn-netwerken, in het centrum ondergronds. Na de opening van de eerste tunnel, zijn er nog twee tramtunnels in gebruik genomen.

## Netwerk
Het totale netwerk bestaat (in 2024) uit 10 tramlijnen: om ze voorheen te kunnen onderscheiden van de reguliere tramlijnen, wordt het nummer vooraf gegaan door een hoofdletter U. Van de 10 lijnen rijden er 6 met hogevloertrams: U41, U42, U45-U47 en U49. De overige 2 lijnen rijden met lagevloertrams: U43 en U44. Daarnaast zijn er twee versterkingslijnen, te weten U45E en U46E die alleen bij speciale evenementen rijden.

## Materieel
In Dortmund is het gebruikelijk elk nieuw tramtype een naam te geven met onder andere de maximumsnelheid in km/u (80 en 100) erin verwerkt, behalve bij de lagevloertrams. Peildatum is april 2024.

### Huidig
- B100S In 1974 werd door Duewag sneltrams van dit type zesasser geleverd aan de Bonn. In de jaren 2003-2010 werden er 10 doorverkocht aan Dortmund. Er zijn er nog maar 8 van in dienst.
- B80C/6 Tussen 1986 en 1993 werd door Duewag 43 sneltrams van dit type zesasser geleverd. Er zijn er nog 41 van in dienst.
- B80C/8 Tussen 1993 en 1998 werd door Duewag 21 sneltrams van dit type geleverd. Elf stuks werden als zesasser geleverd en later verlengd uit de kortere B80C/6. De laatste tien zijn meteern als achtasser geleverd. Er zijn er nog 20 van in dienst.
- NGT8 Tussen 2007 en 2012 werd door Bombardier 47 achtassige lagevloertrams van dit type geleverd. Ze zijn nog allemaal in dienst.
- B80D Van 2022 tot 2025 worden bij HeiterBlick 26 sneltrams van dit type geleverd.[2] Er is er een exemplaar van in dienst gesteld.

## Galerij

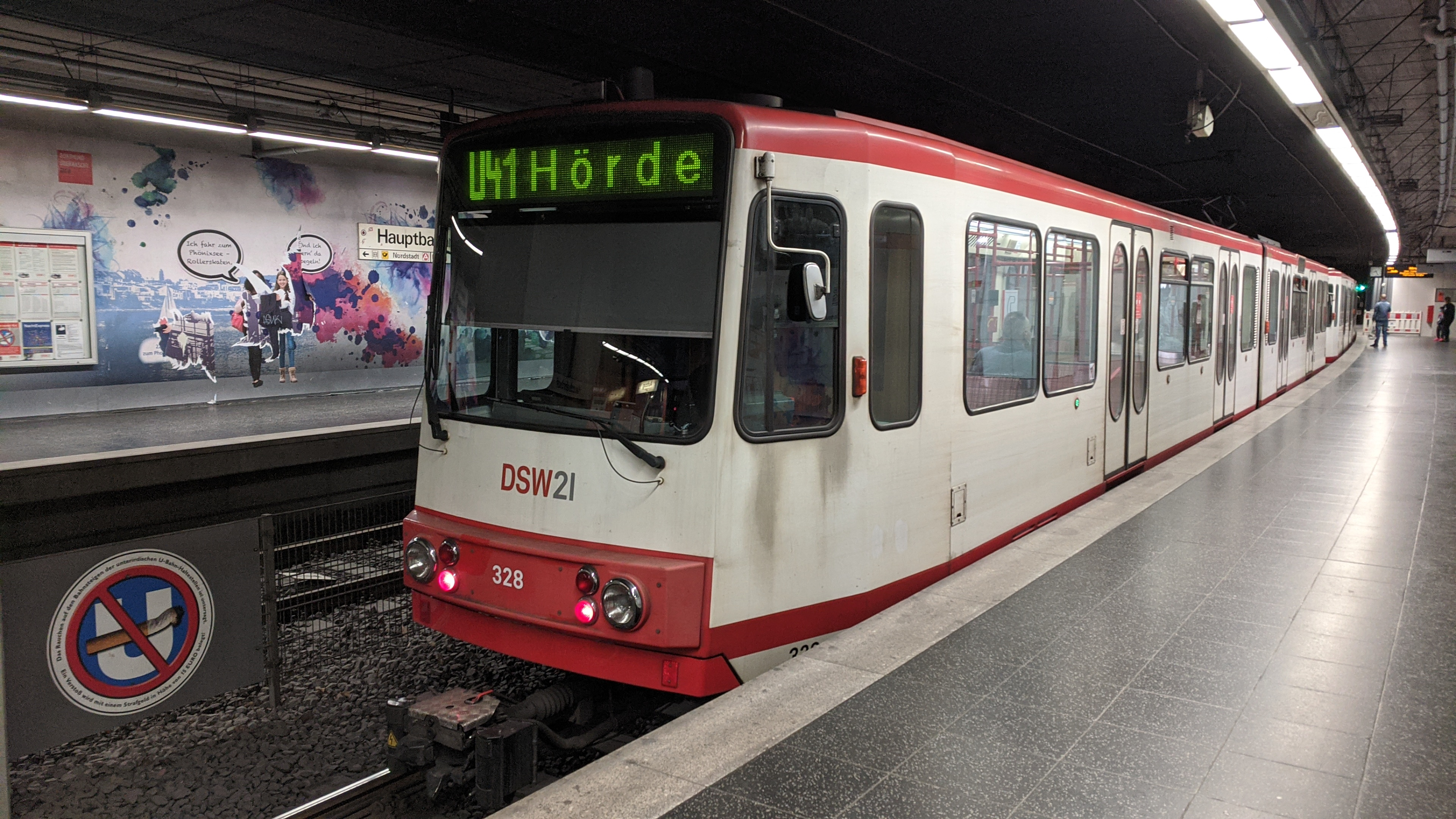
Twee gekoppelde trams in het Hauptbahnhof
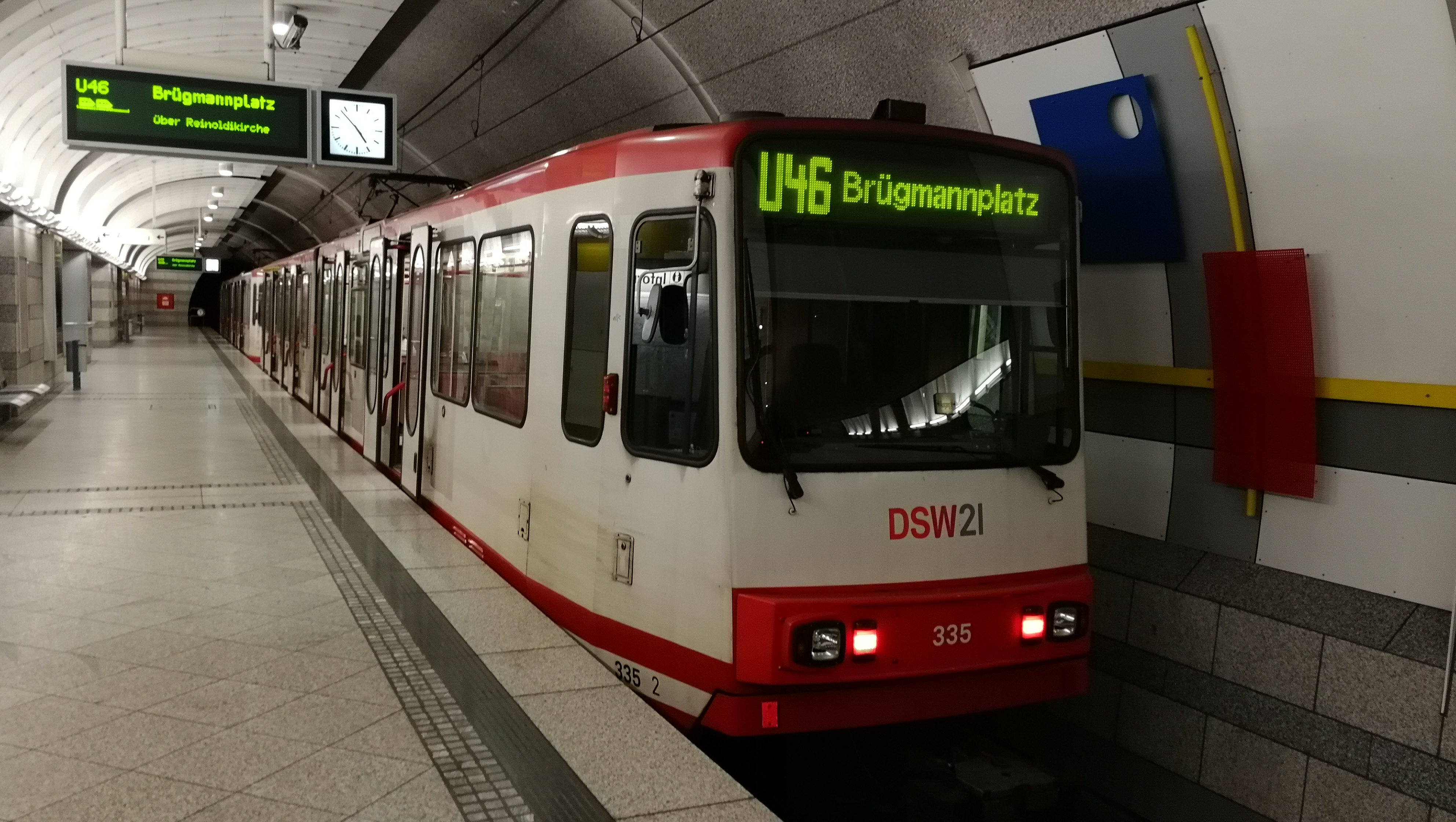
Twee gekoppelde trams in station Saarlandstraße
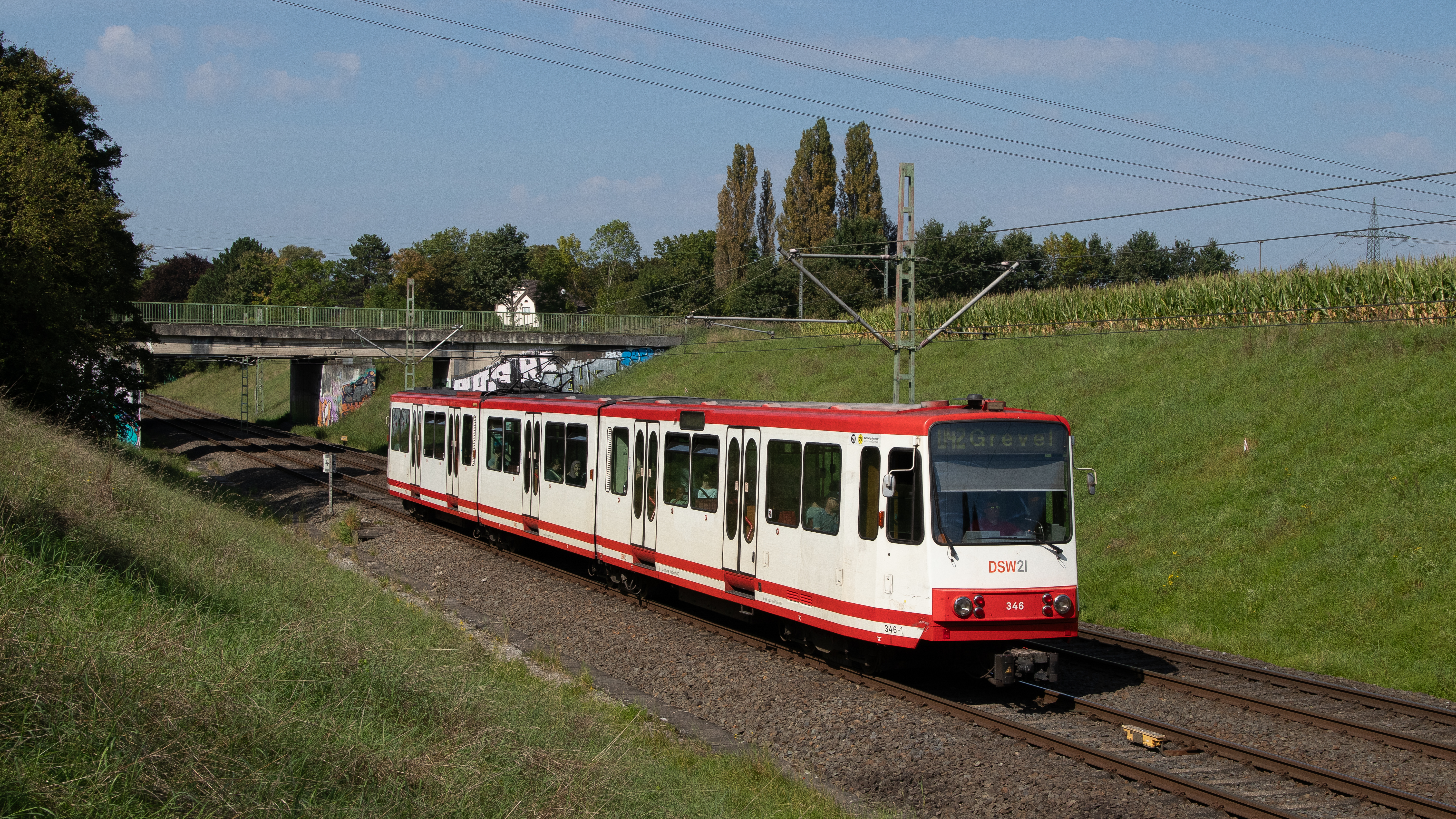
Een achtassige sneltram op vrije baan
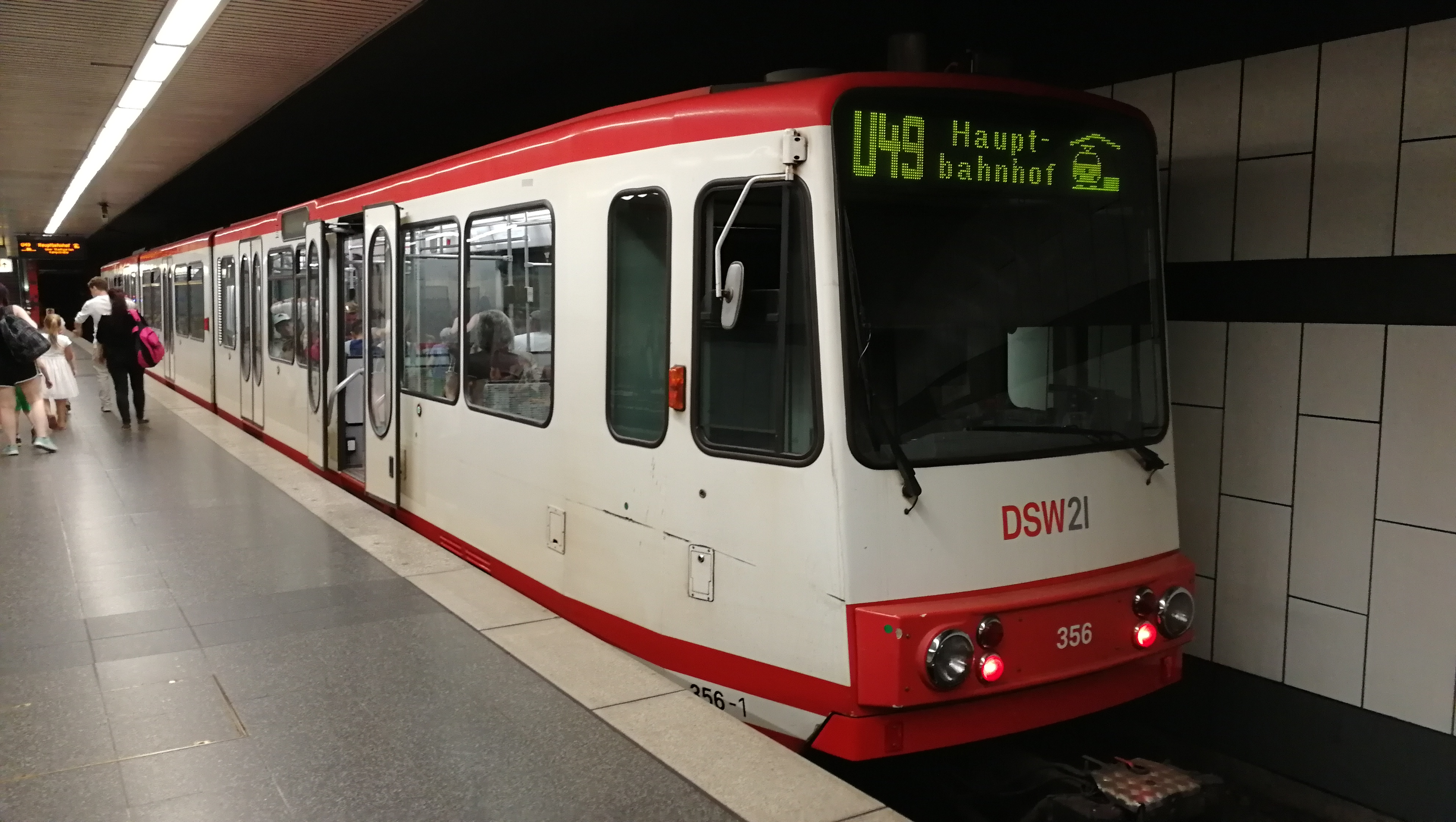
Een achtassige sneltram in station Stadthaus
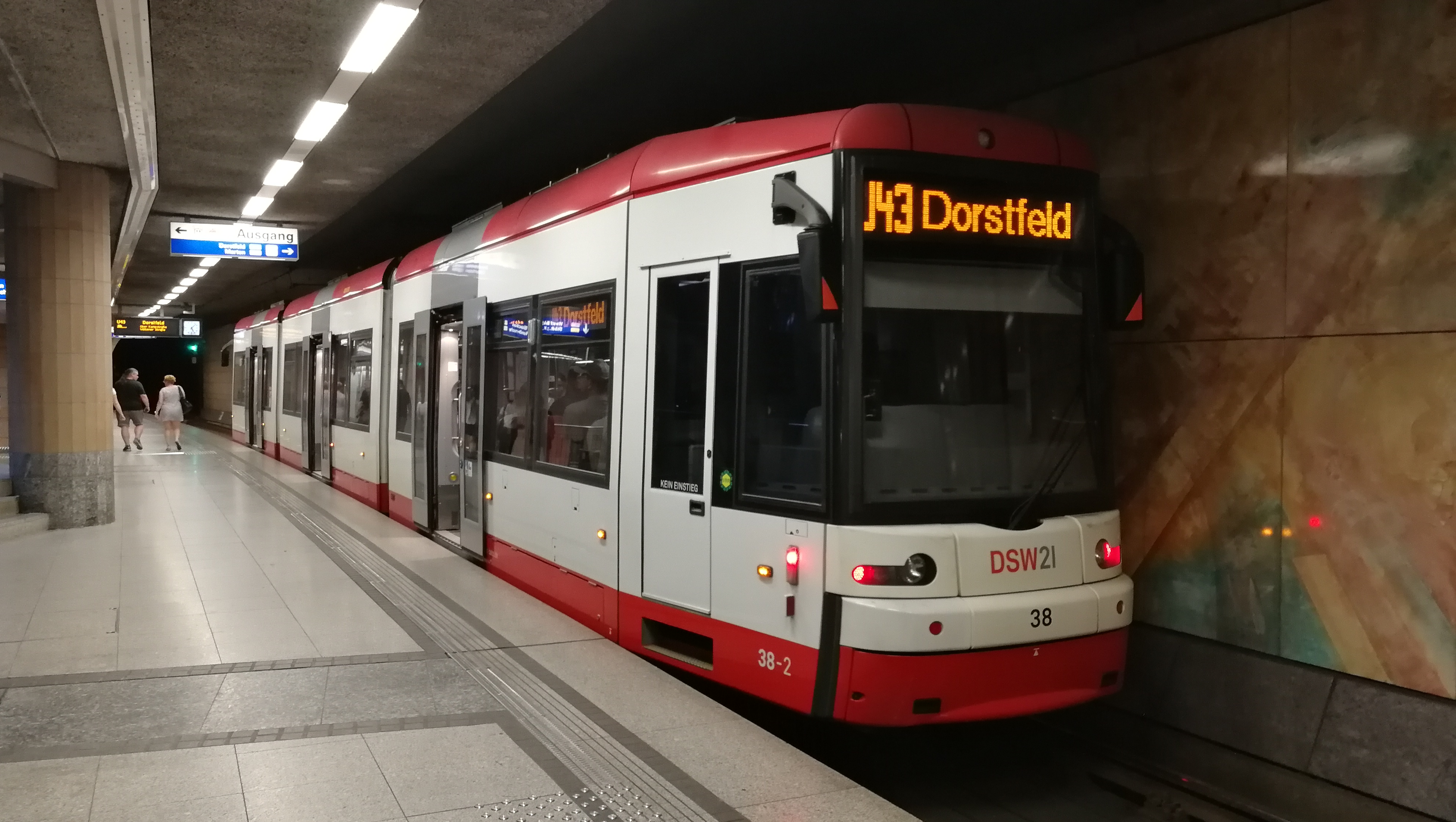
Lagevloertrams op station Reinoldikirche
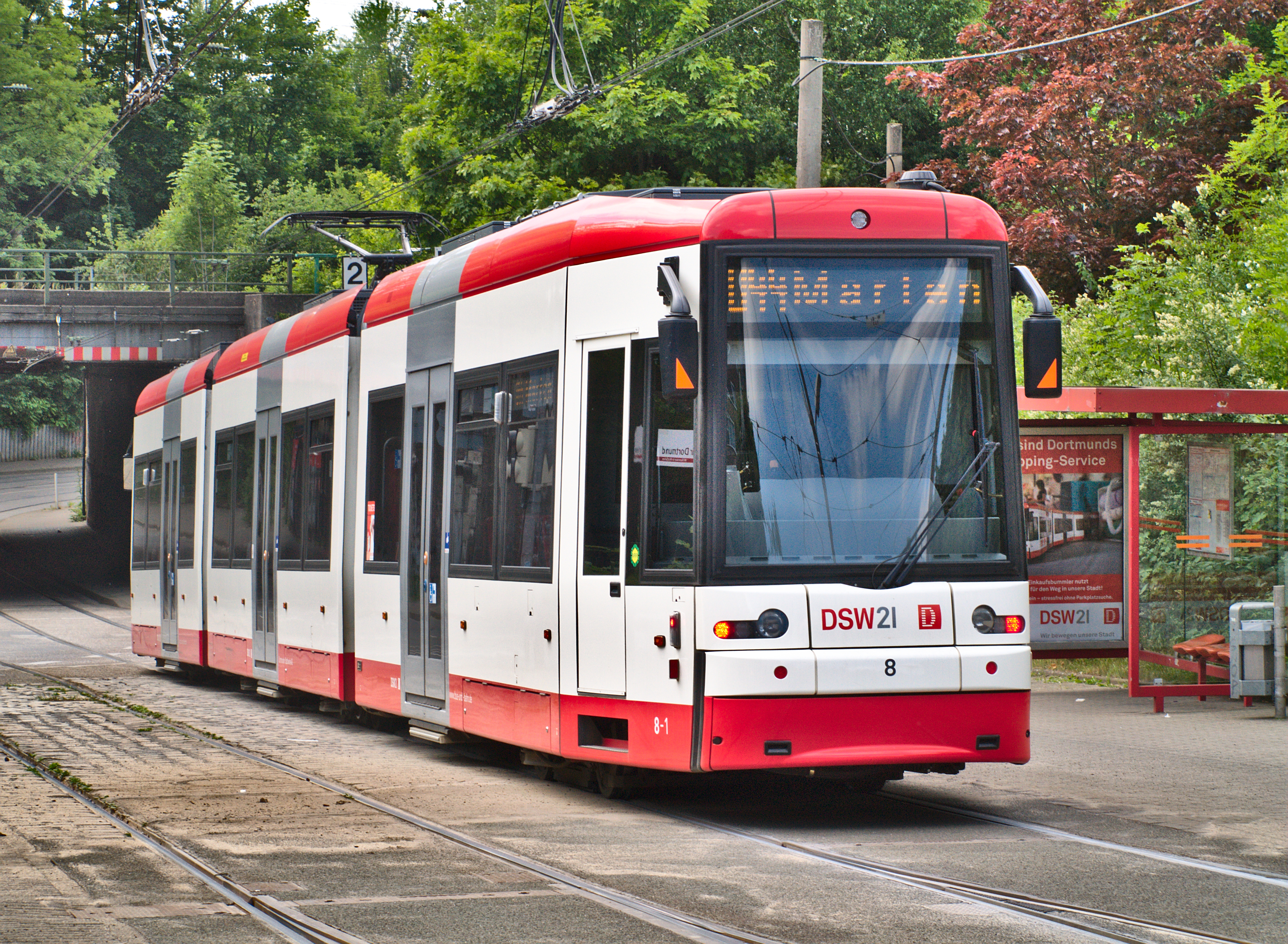
Een lagevloertram op straatspoor